# Sarcina del legionario romano

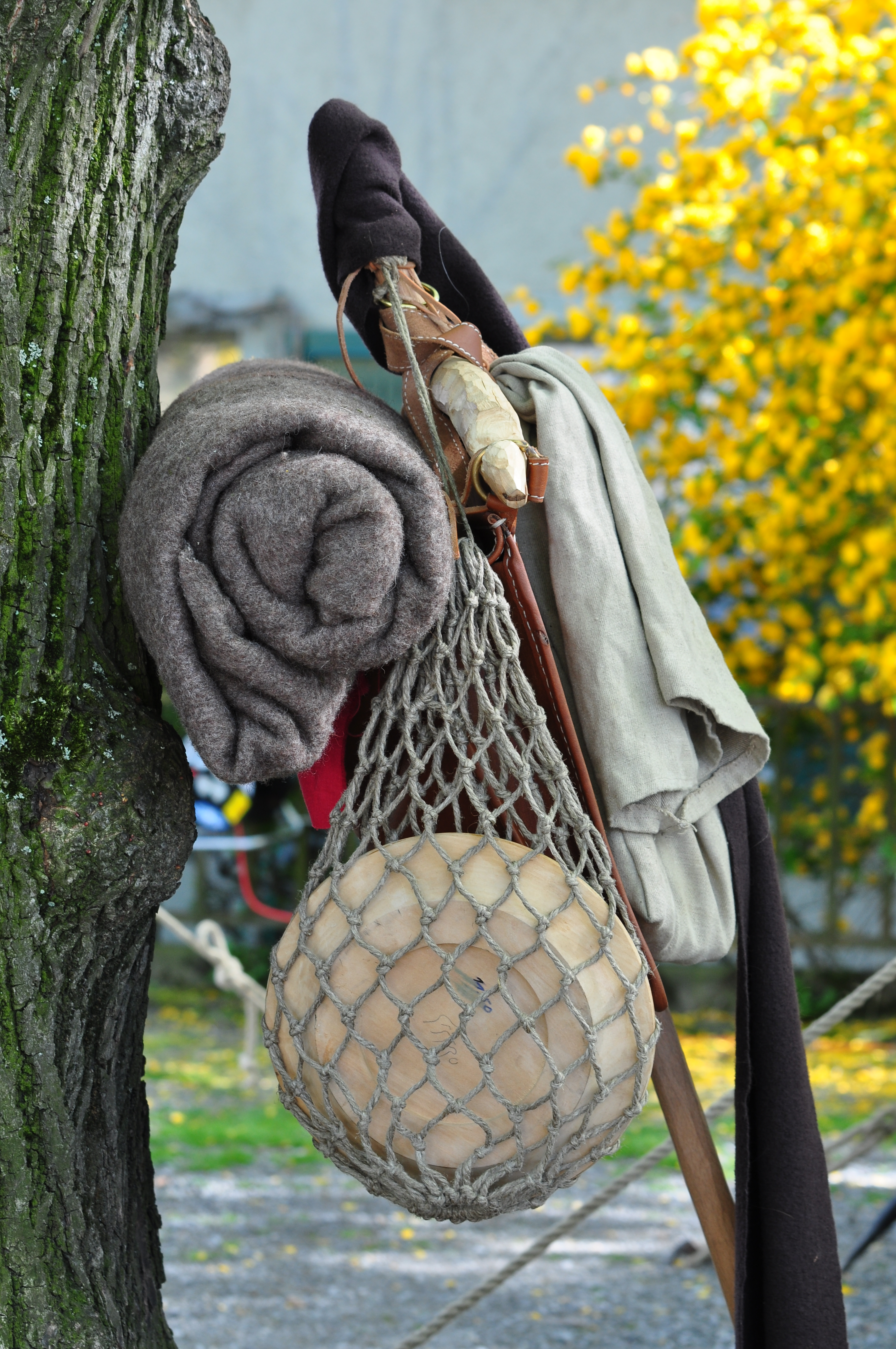
Ricostruzione contemporanea

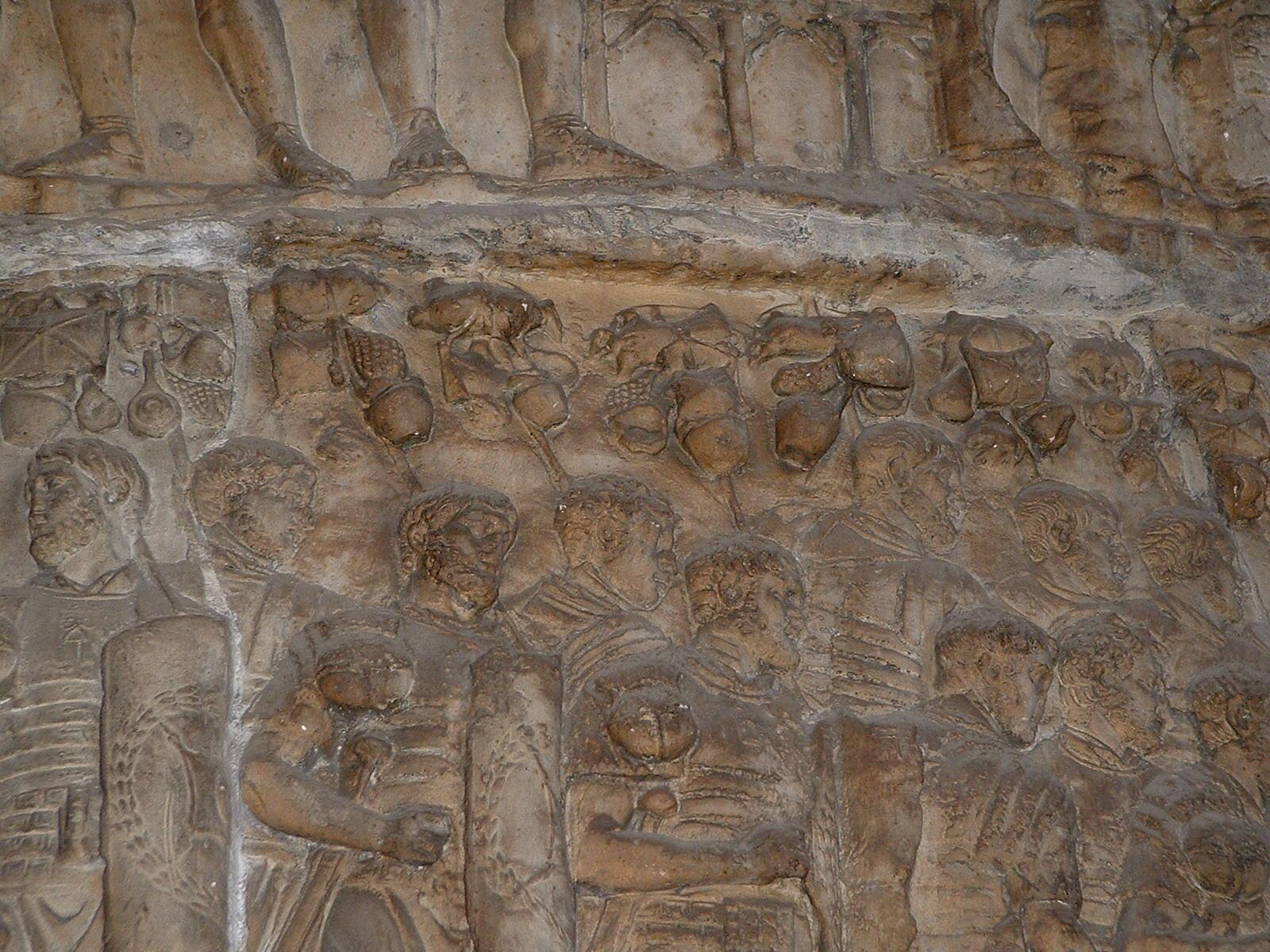
Dettaglio della Colonna Traina raffigurante legionari con sarcina

La sarcina era il bagaglio personale del legionario romano. È da non confondersi con le impedimenta, termine riferito al convoglio dei rifornimenti dell'esercito e agli uomini che vi prestavano servizio.
Portata in spalla tramite una borsa da viaggio (loculus), o sacca (pera), a sua volta appesa a due legni a forma di croce o T (furca), consisteva nelle necessità quotidiane del legionario, quali razioni di cibo, borracce, acciarini, coltelli e armi, oltre che coperte ed effetti personali.. Il tutto aveva un peso, armi escluse, di circa 18 kg.
Ne è conservata la rappresentazione d'epoca grazie al suo essere presente nella Colonna Traiana fra i suoi bassorilievi.